# Dörby-Hossmo pastorat
Dörby-Hossmo pastorat är ett pastorat i Kalmar-Ölands kontrakt i stiftet Växjö stift i Svenska kyrkan. Pastoratet omfattar församlingar i Kalmar kommun i Kalmar län.
Pastoratskoden är 061302.
Pastoratet omfattar följande församlingar:
- Dörby församling
- Hossmo församling